# Bevergern
Die Ackerbürgerstadt Bevergern ist ein Stadtteil von Hörstel in der westfälischen Region Tecklenburger Land (Kreis Steinfurt). Im Jahr 1991 erhielt Bevergern die Goldmedaille im Bundeswettbewerb Unser Dorf soll schöner werden.

## Geschichte

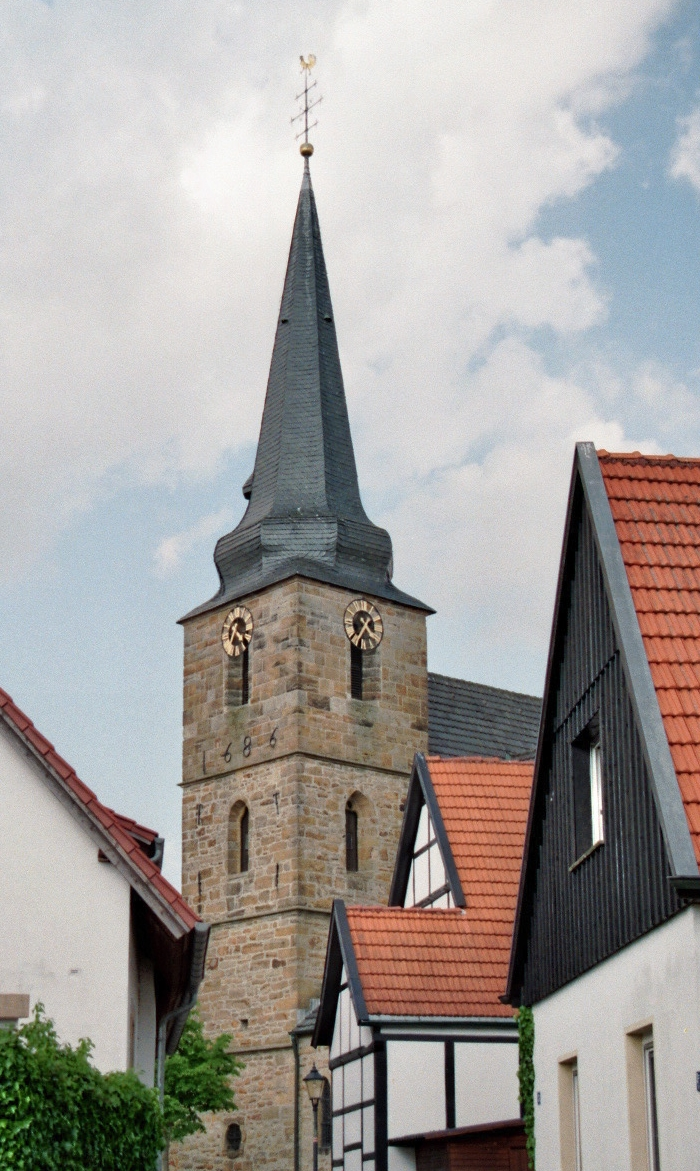
Marien-Kirche

Eine Ortschaft mit dem Namen Bevergern fand erstmals im Jahre 1123 urkundliche Erwähnung. Mit Beginn des 14. Jahrhunderts ließen die Grafen von Tecklenburg zur südlichen Grenzsicherung eine Burg auf einem Höhenrücken errichten. Am Fuße der Burg Bevergern entwickelte sich die Ortschaft Bevergen, die bereits am 25. Juli 1366 die Stadtrechte von Graf Nikolaus I. von Tecklenburg erhielt.
Nach ständigen Auseinandersetzungen des Grafen Nikolaus II. von Tecklenburg mit den mächtigen Nachbarn Münster und Osnabrück, fiel Bevergern im Jahr 1400 an das Hochstift Münster. In der Burg Bevergern befand sich fortan der Sitz der Amtsverwaltung. 1425 wurde der noch heute bestehende Verein der Bürgerschützen gegründet.
Bevergern wechselte im Dreißigjährigen Krieg mehrfach den Besitzer. Bei einem großen Brand 1658 wurde die gesamte Stadt bis auf die Kirche zerstört. Nachdem das Hochstift Münster wiederum in Besitz von Bevergern gelangte, wurde die Burg letztlich von Bischof Ferdinand II. im Zeitraum vom 6. bis 15. März 1680 gesprengt und der Amtssitz nach Rheine verlagert. Dies hatte eine Stagnation der Entwicklung von Bevergern zur Folge.
Mit dem Anschluss an das Königreich Preußen 1803 und nach der napoleonischen Herrschaft 1816 gelangte Bevergern mit der Gründung des Kreises Tecklenburg in das Tecklenburger Land zurück.
Am 30. August 1923 zerstörte ein Großbrand sieben Häuser an der Herrenstraße und Dicke-Wiewer-Gasse.
Das Ende des Zweiten Weltkriegs erlebte Bevergern um die Ostertage 1945. Am Abend des 31. März 1945 wurden die Brücken über den Dortmund-Ems-Kanal durch die Wehrmacht gesprengt, nachdem schon am Morgen des Vortages (Karfreitag) der Luftlande- bzw. Panzeralarm gegeben wurde. Vom Nachbarort Riesenbeck her rückten am folgenden Tag (Ostersonntag) britische Truppen auf Bevergern vor, sie zogen sich jedoch nach dem Verlust zweier Panzer am Sanderskamp zurück. Am 3. April fuhr ein britischer Jeep bis vor das Amtsgebäude in Bevergern, die britischen Soldaten wurden daraufhin gefangen genommen. Am 4. April räumten die deutschen Truppen den Ort und nahmen dabei einen Bevergerner mit, der vor ein Kriegsgericht gestellt werden sollte. Er konnte jedoch in Recke die Freiheit wieder erlangen. Am 5. April wurde Bevergern von britischen Truppen besetzt, die am 14. April das Amtshaus beschlagnahmten. Die Amtsverwaltung wurde in die Schule verlegt. Paul Büscher wurde von den Briten zum neuen Bürgermeister der Stadt ernannt.
Mit der Gebietsreform am 1. Januar 1975 (§ 29 Münster/Hamm-Gesetz) verlor Bevergern die politische Selbständigkeit, brachte aber die Stadtrechte in die neue Stadt Hörstel ein. Wappentier von Bevergern ist der Biber, der sich auch im Stadtwappen von Hörstel wiederfindet. Partnergemeinden der Stadt Hörstel sind Waltham Abbey im Vereinigten Königreich und Dalfsen in den Niederlanden.
Der heutige Stadtteil liegt am Radfernweg der 100-Schlösser-Route und an zahlreichen weiteren Radwanderwegen. Jährlich findet der Castellans Folk Sommer, ein Folkfestival, am Dortmund-Ems-Kanal statt. Der Bevergerner Karneval ist über die Stadtgrenzen hinaus bekannt. Das Heimathaus befindet sich im Stadtkern; es war eine Schenkung von Anton Hilckman und wurde 1966 eingeweiht. Charakteristisch für die Altstadt des Bundesgolddorfes Bevergern sind die Kopfsteinpflaster, die Fachwerkhäuser und die Gassen. Auf dem Dorfplatz sind im Pflaster die Grundmauern der 1680 zerstörten Burg Bevergern, die in ihrer Geschichte immer wieder Ausgangspunkt von Streitigkeiten war, angedeutet. Vom Kloster Gravenhorst führt ein historischer Fluchtweg, das Nonnenpättken, zum Klosterhof im Ortskern von Bevergern. Zu den markantesten Gebäuden zählt der Saltenhof, den 1938 SA-Chef Viktor Lutze für sich bauen ließ. Als das Wahrzeichen Bevergerns gilt das Nasse Dreieck: Hier zweigt der Mittellandkanal vom Dortmund-Ems-Kanal ab. Weiterhin ist der Torfmoorsee, ein großer Badesee, der im Zuge des Autobahnbaus der Autobahn 30 ausgehoben wurde, ein beliebtes Ausflugsgewässer. Die Bevergerner Aa fließt von Riesenbeck kommend (dort als Flötte bekannt) durch den Ort, um dann auf Rheiner Stadtgebiet unter der Bezeichnung Hemelter Bach in die Ems zu münden.
Am 11. Dezember 2018 wurde in Bevergern der erste Stolperstein der Stadt Hörstel verlegt. Gunter Demnig setzte in der Sendstraße einen Stein für den Arzt Otto Weber, der am 14. Juni 1940 im KZ Buchenwald erschossen wurde.

### Bürgermeister der ehemaligen Stadt Bevergern
- 1902–1929 August Beyer[9]
- 1945–1946 Paul Büscher
- 1946–1947 Julius Ernsting
- 1947–1948 Gustav Heescher[10]
- 1948–1952 Julius Reeker (Zentrum)
- 1952–1961 Theo Stemmerich (CDU)
- 1961–1964 Ernst-August Beyer (CDU)
- 1964–1974 Constantin Ernsting (CDU)[11]

## Bevergerner „Karfriedagsdracht“

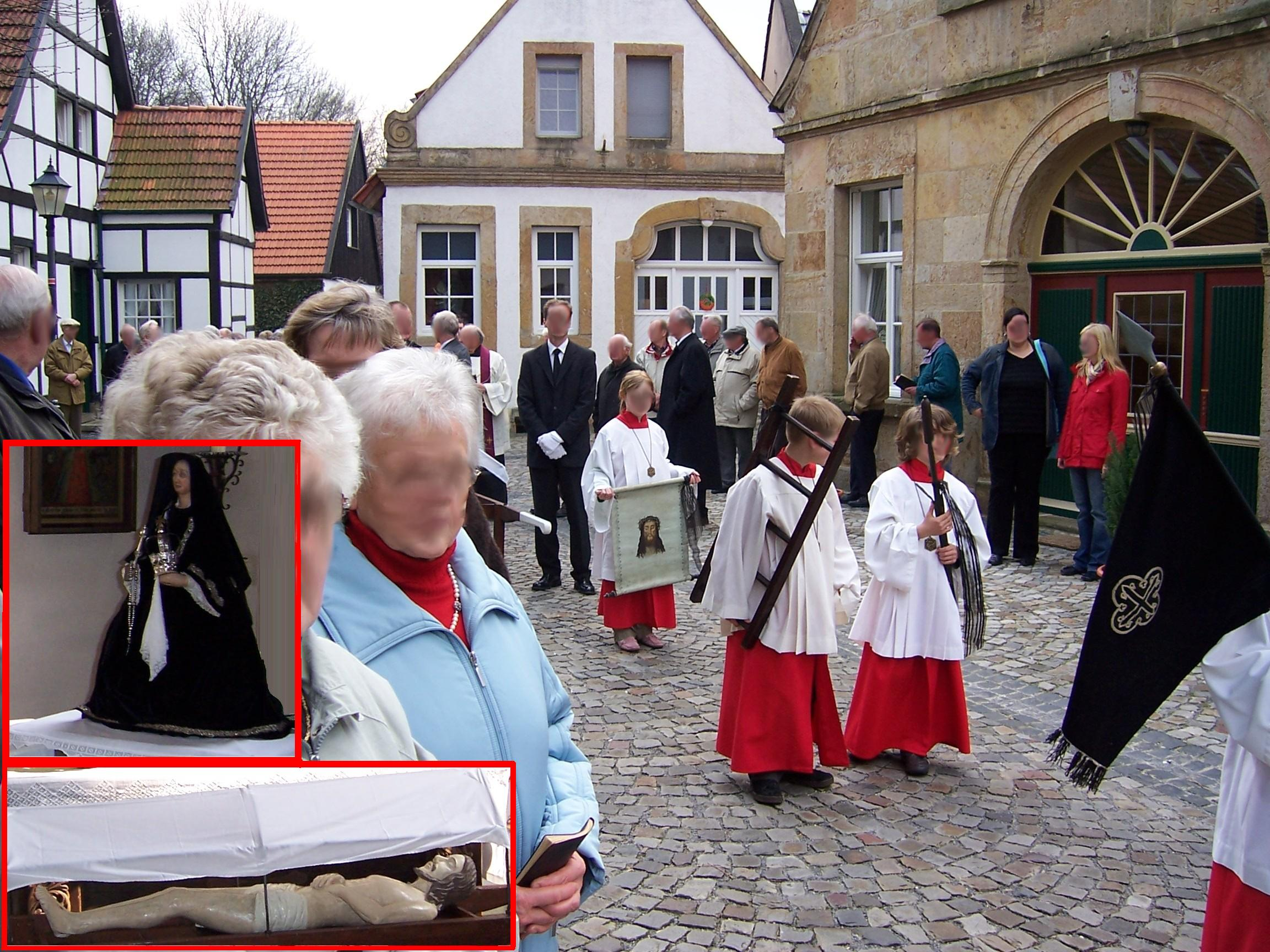
Leidenswerkzeuge, Grabchristus und trauernde Madonna werden in dieser Reihenfolge bei der Prozession mitgeführt.

Bevergern gehört zu den wenigen Orten in Westfalen, in denen eine alte Form der Karfreitagsprozession bewahrt wurde. Nach der Liturgie am Nachmittag setzt sich der Zug in Bewegung. Er führt heutzutage am Stadtgraben und ungefähr am ehemaligen Verlauf der Stadtmauer entlang.

## Persönlichkeiten

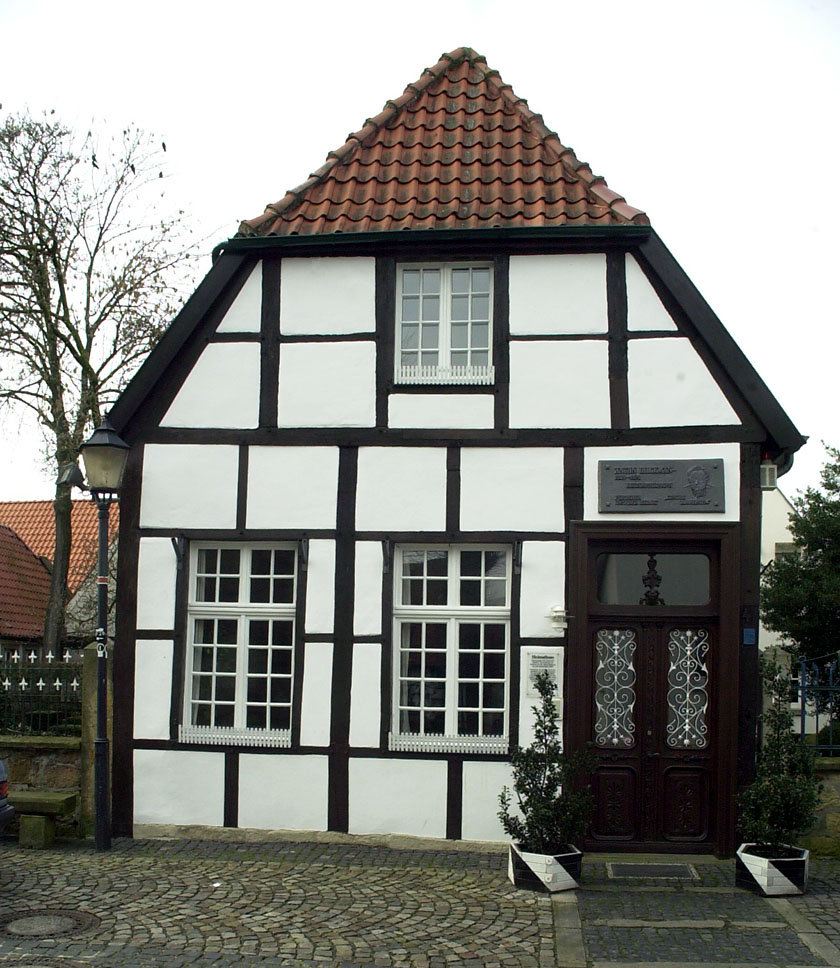
Das „Haus Hilckman“ in der Bevergerner Altstadt; es beherbergt heute das Heimathaus des Ortes

- Josef Hagemann (1875–1950), Heuerlingssohn, christlicher Gewerkschafter, Reichstags- und Landtagsabgeordneter der Zentrumspartei
- Albert Freude (1877–1956), römisch-katholischer Pfarrer von St. Marien Bevergern und langjähriger Dechant des Dekanats Ibbenbüren; Ehrenbürger der damaligen Stadt Bevergern
- Anton Hilckman (1900–1970), Volkskundler und vergleichender Kulturwissenschaftler, Überlebender des KZ Langenstein-Zwieberge
- Viktor Lutze (1890–1943), nationalsozialistischer Politiker und SA-Führer. Nach der Ermordung Ernst Röhms 1934 wurde Lutze dessen Nachfolger als Stabschef der SA.
- Joseph Wewel (1907–1978), römisch-katholischer Geistlicher, wirkte in der Finanzverwaltung der katholischen Kirche in Westdeutschland sowie als Diözesan-Wallfahrtsleiter und Apostolischer Visitator
- Ottilie Baranowski (1925–2022), Bibliothekarin und niederdeutsche Autorin